# Masham (race ovine)
Pour les articles homonymes, voir Masham.
Le masham (prononcer mass-am) est une race ovine originaire du nord de l'Angleterre. Elle doit son nom à la petite ville de Masham dans le Wensleydale du Yorkshire du Nord. Elle descend de croisements au début du XXe siècle avec le bélier teeswater, robuste et endurant, et les brebis dalesbred ou swaledale, connues pour leur rusticité et leur longévité.
Les brebis sont sans cornes. Cette race de petite à moyenne taille (maximum 60 kg pour le bélier) porte une robe blanche, elle a les pattes, les oreilles et la tête marquées de taches noires sur un pelage d'un blanc éclatant. Les brebis sont prolifiques et font montre d'un bon instinct maternel. Ce sont de bonnes laitières. Ce mouton donne de 4 à 5 kg de laine par an.